# هنري جاي هايد
هنري جاي هايد (بالإنجليزية: Henry J. Hyde)‏ هو عسكري أمريكي، ولد في 11 فبراير 1846 في بانجور في الولايات المتحدة، وتوفي في 25 يوليو 1893.